# CZ Loko EffiLiner 3000
Die elektrischen Lokomotiven CZ Loko EffiLiner 3000 sind Zweisystemlokomotiven, die von CZ Loko durch Rekonstruktion aus Maschinen der belgischen Reihe 12 der Belgischen Staatsbahnen entstanden sind. Die Lokomotiven werden vom Hersteller für den Güterverkehr auf mit 3 kV Gleich- und 25 kV Wechselspannung mit 50 Hz elektrifizierten Strecken angeboten. In Tschechien erhielten sie die Stammnummer 365.

## Geschichte
Der Hersteller bietet mit der Baureihe Lokomotiven auf dem Markt an, die 30 % weniger als eine Neubaulokomotive kosten. Die zwölf Spenderlokomotiven wurden 1986 für die NMBS/SNCB gebaut und in die Reihe 12 eingeordnet. Diese wurden 2012 abgestellt.
Deshalb wurde von CZ Loko im April 2013 die Lokomotive 1203 gekauft und nach Tschechien überführt. Sie wurde auf den Eisenbahnversuchsring Velim ausführlichen Versuchen unterzogen, wobei besonders im Bereich der elektromagnetischen Verträglichkeit einige Unzulänglichkeiten zu Tage traten. 2014 entschied sich CZ Loko, die Lokomotive, die zukünftig die Nummer 365 001 tragen sollte, umzubauen. Die Lokomotive bekam den Produktnamen EffiLiner 3000. Die Lokomotive wurde, noch nicht komplett umgebaut, bereits auf der Messe Czech Raildays 2016 in Ostrava ausgestellt. Danach wurde entschieden, die weiteren elf Lokomotiven ebenfalls zu übernehmen und nach Česká Třebová zu überführen. Mit den Fahrzeugen plante CZ Loko auch den Aufbau eines Mietpools.
Die erste Lokomotive konnte 2017 an die CER Cargo Holding in der Slowakei verkauft werden. Weitere Käufer der Fahrzeuge waren die IDS Cargo (drei Exemplare) und SD – Kolejová doprava in Tschechien. Weitere Exemplare wurden dem eigenen Lokpool zugeführt.,
2020 wurde die Modernisierung nach der neunten Lokomotive zugunsten einer vermehrten Fertigung von Diesellokomotiven eingestellt.

## Technik
Die Ursprungslokomotiven sind vierachsige Zweisystemlokomotiven. Sie gehören zur sogenannten zweiten Generation belgischer elektrischer Lokomotiven mit Thyristorsteuerungen für die Leistungsregelung. Die Fahrmotoren sind Gleichstromfahrmotoren.
Beim Umbau wurden der Lokkasten und das Laufwerk der Lokomotive im Wesentlichen belassen und nur einige wenige Komponenten an die Bedürfnisse des Kundenkreises und aktuelle Normen angepasst. Vollständig umgebaut wurde die elektrische Ausrüstung mit einem neuen Transformator, einer elektrodynamischen Bremse, die die Anwendung als Rekuperationsbremse ermöglicht, neue Wechselschalter, Lasttrennschaltern sowie einer Gleitschutzeinrichtung. Die Lokomotiven erhielten eine automatische Geschwindigkeitsregulierung. Die Hilfsantriebe wurden komplett auf Asynchronmotoren umgestellt. Die Druckluftbremse der Bauart Oerlikon wurde in die landesübliche Bauart DAKO umgebaut.